# Day 73 with Sarah
Day 73 with Sarah is een Amerikaanse korte film uit 2007 geschreven door en onder regie van Brent Hanley. De productie werd gemaakt met een budget van $50.000.

## Verhaal
Het kleine meisje Sarah (Elle Fanning) maakt een plan om te ontsnappen aan haar stiefvader, die haar en haar moeder misbruikt.

## Overige cast
- Diora Baird - Foxy
- Amber Heard - Mary
- Gwen McGee - De rechter
- Bob Stephenson - Tom
- Geoff Stults - Steve
- Carr Thompson - Brian
- Jonathan Tucker - David